# Stoholm Håndbold
Stoholm IF er en klub fra Stoholm, hvis førstehold hos herrerne spiller i 1. division og deres damer i Serie 1 efter oprykning både i 2012 og 2013. Klubben spiller sine hjemmekampe i Stoholm Fritids- og Kulturcenter. Det gælder både både herrer og damehold.

## Ekstern henvisning
- Klubbens hjemmeside

| Sport | Spire Denne artikel om sport er en spire som bør udbygges. Du er velkommen til at hjælpe Wikipedia ved at udvide den. |